# Nick Davis
Nick Davis é um especialista em efeitos especiais norte-americano. Como reconhecimento, foi nomeado ao Oscar 2009 na categoria de Melhores Efeitos Visuais por The Dark Knight.